# 어썸 라이브
《어썸 라이브, Awesome Live》는 KBS my K에서 방송되는 한국방송공사의 웹예능 프로그램이다.  '어썸 라이브'는 KBS 디지털서비스국이 제작하는 웹 전용 예능 프로그램으로 방송인 김태진이 진행을 맡아 매주 아이돌 게스트를 초대하여 그들의 장기와 끼를 자랑하고, 팬들과 실시간 질의응답 등을 통해 소통하는 컨셉트이다.  방송은 KBS의 디지털플랫폼인 myK를 비롯하여 유튜브 채널(KBS Entertainment, KBS Kong)과 그리고 외부플랫폼(V-LIVE)을 통해 방송된다.  또한, 주요 하이라이트를 유튜브 kbsworld로 클립서비스 한다.

## 기획 의도
토요일 밤! 핵인싸 아이돌의 AWESOME 한 생방송!
아이돌 토크 콘서트 my K AWESOME LIVE
신세대 아이들의 환타스틱한 충전소! KBS my K AWESOME LIVE!!
신개념 토크와 신선한 VCR!! 지금껏 보지 못한 자만추 LIVE!!
차세대 아이들의 인 싸 템 이 될 myK 신개념 모바일 라이브 방송!

## 회차별 정보
진행: 김태진
| 회차         | 게스트                         | 원 프레임 송                        | 9분할 송 |
| ------------ | ------------------------------ | ----------------------------------- | -------- |
| 1회(19.2.16) | 모모랜드                       | BAAM                                | FLY      |
| 2회(19.2.23) | 러블리즈                       | 찾아가세요                          | Rewind   |
| 3회(19.3.2)  | 자이언트핑크 사우스클럽 남태현 | MIRROR MIRROR Hug Me                | YELLOW   |
| 4회(19.3.9)  | 김동한, 노태현, JBJ95          | I wanna Know 꿈에서 Good night Kiss | 벚꽃엔딩 |

### 1회 모모랜드

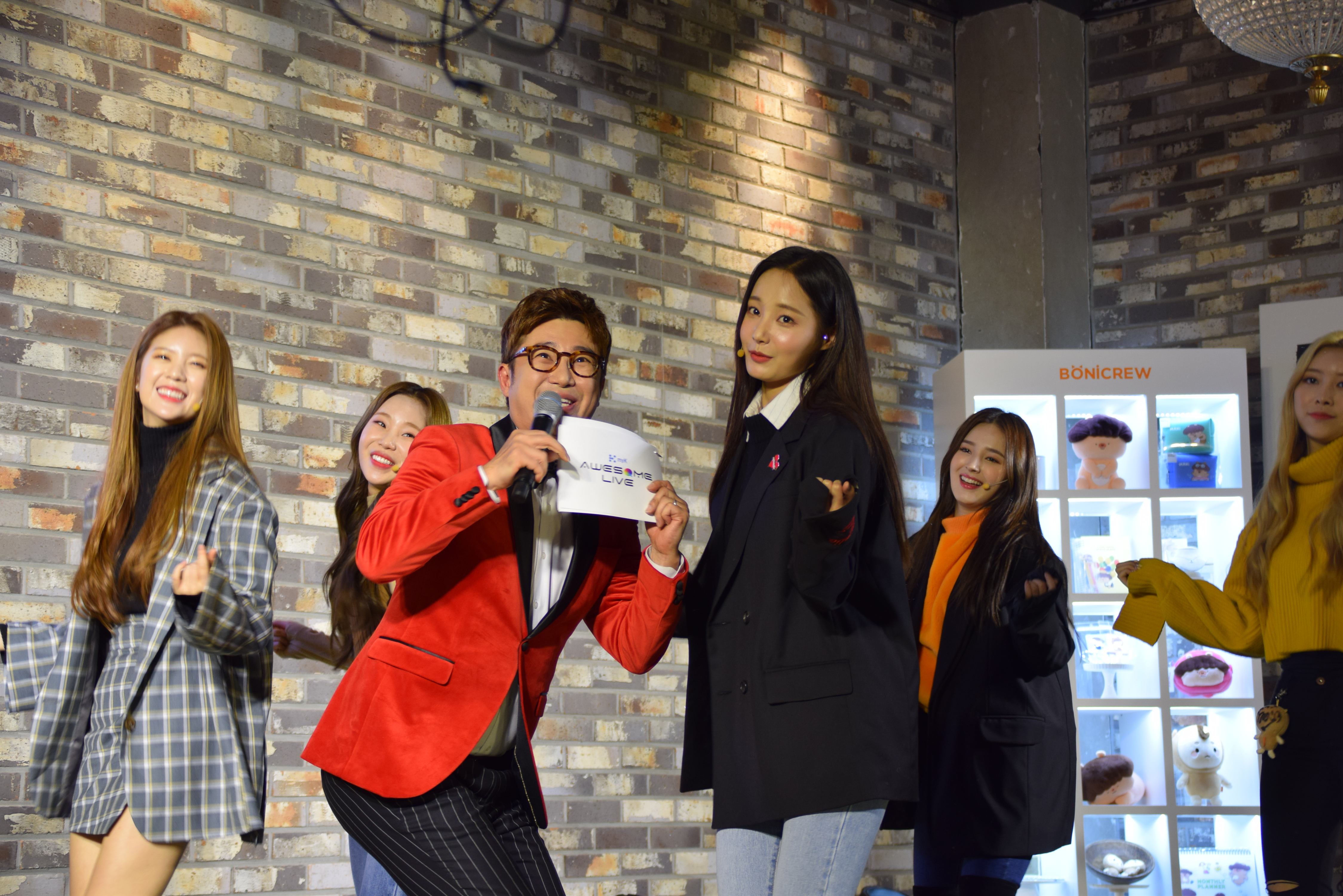
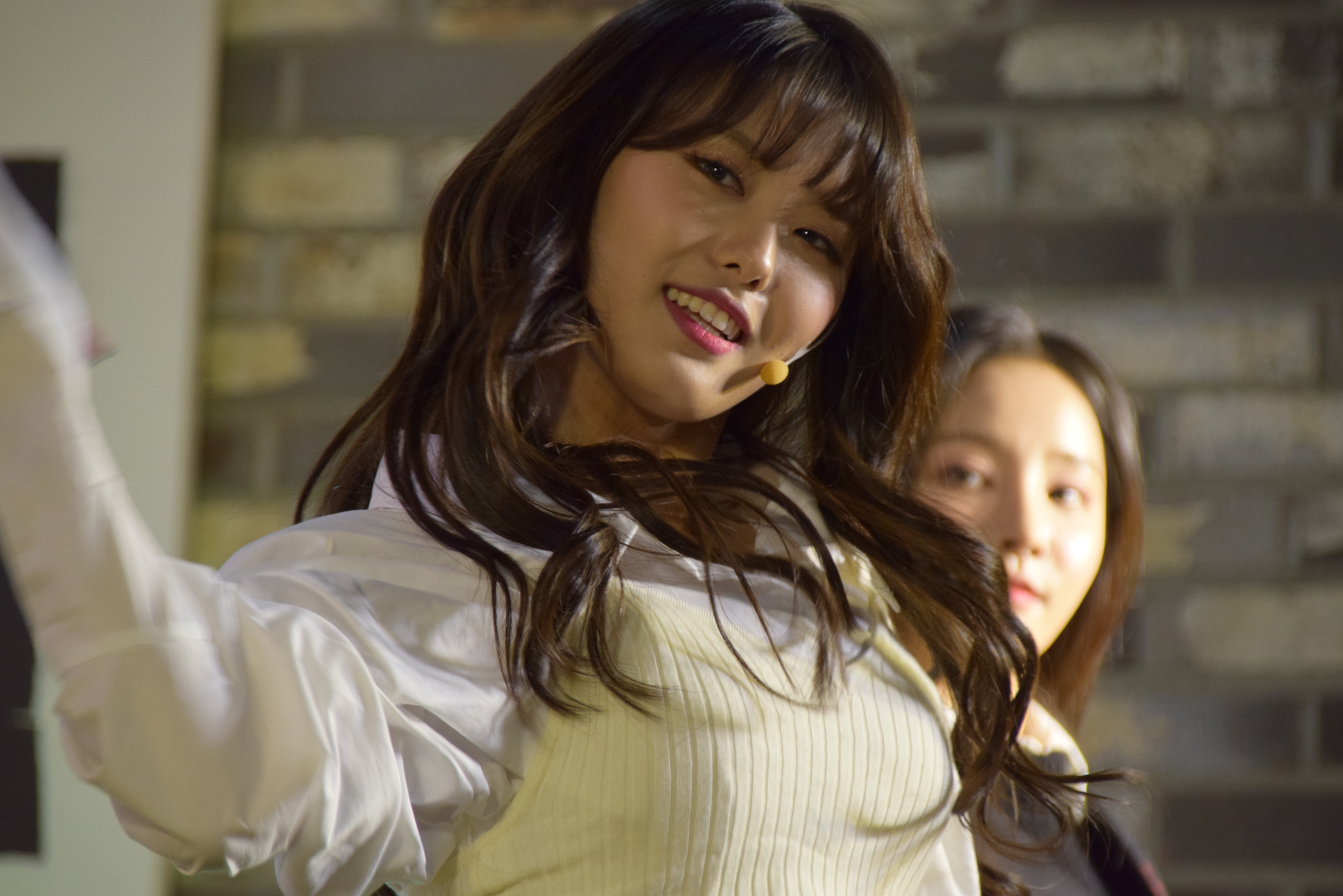
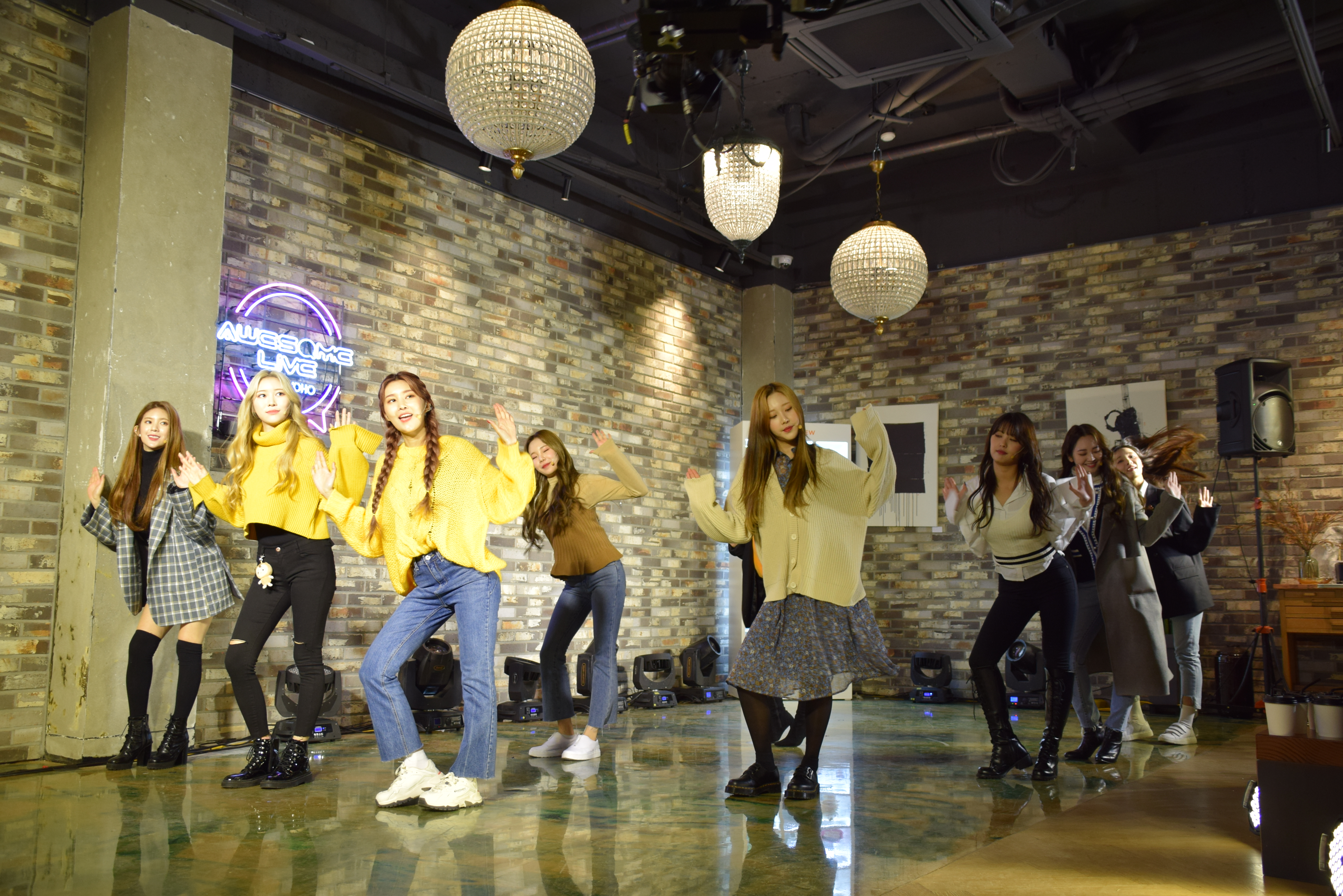

'어썸 라이브' 1회 방송은 걸그룹 모모랜드가 게스트로 나선 가운데 2019년 2월 16일, 서울 마포구 합정동의 한 카페에서 방송인 김태진의 사회로 생방송으로 진행되었다. 이날 모모랜드는 '원프레임 송' 코너에서 자신들의 히트곡인 ’BAMM'을 열창했다.

### 2회 러블리즈

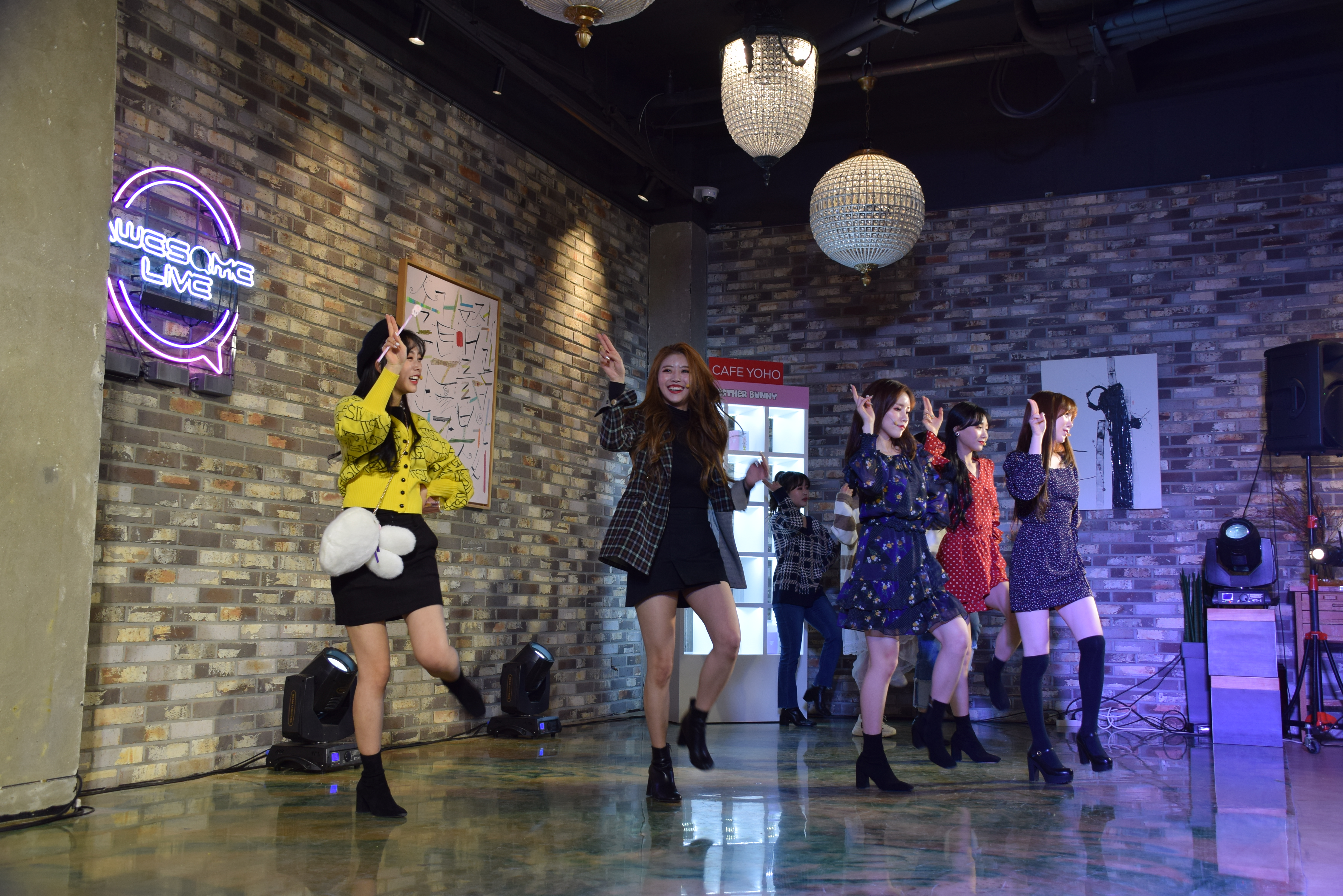
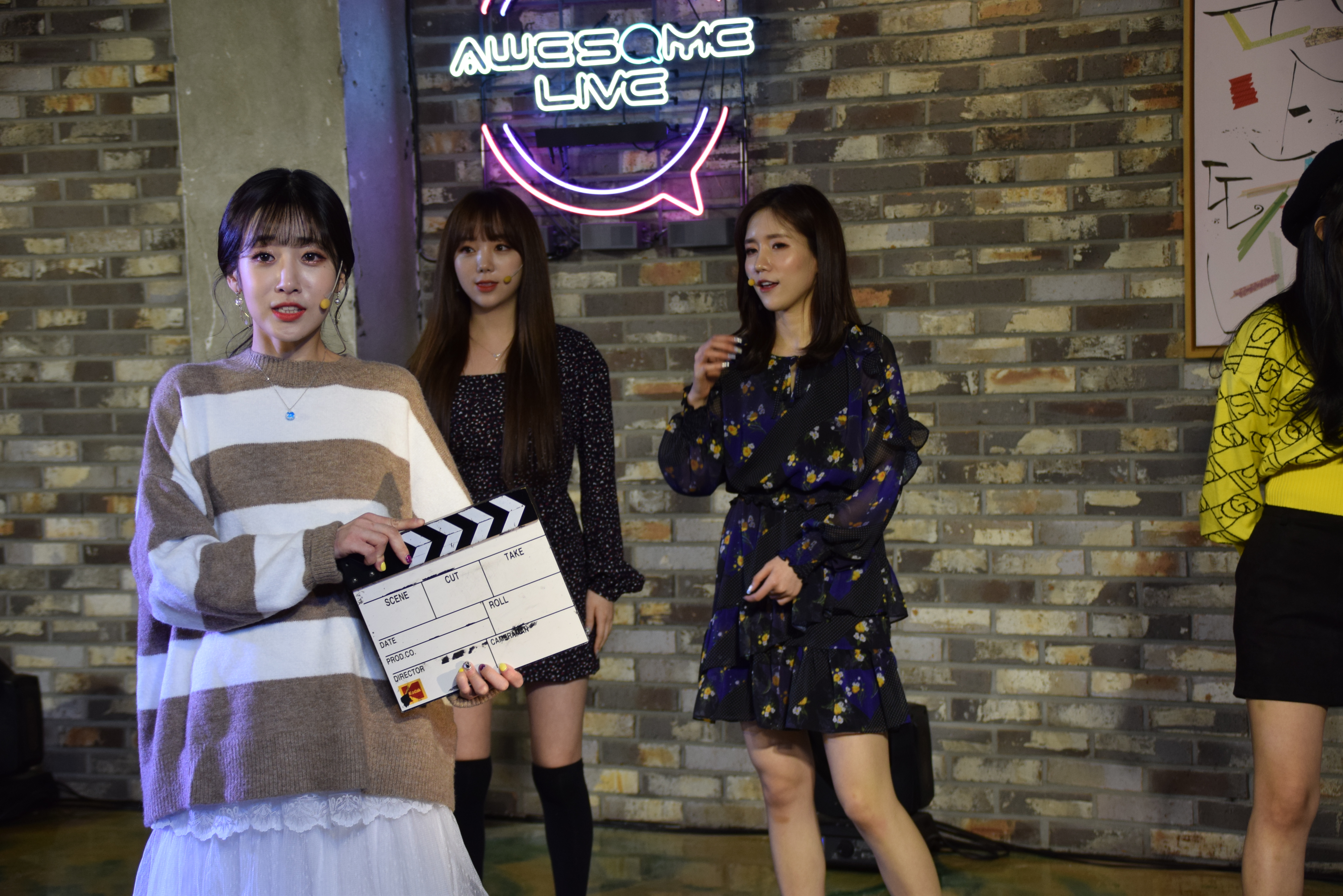
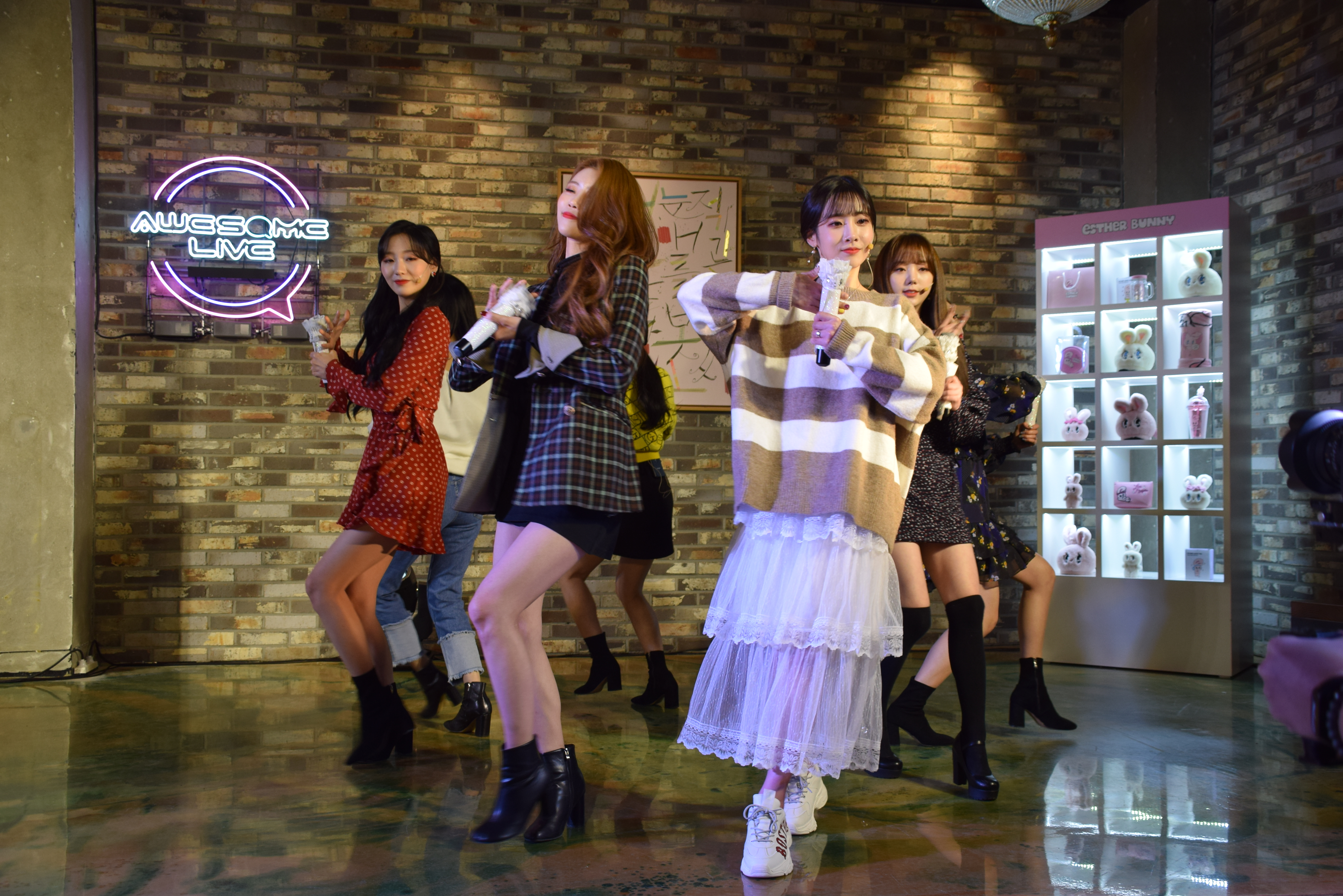

'어썸 라이브' 2회 방송은 걸그룹 러블리즈(Lovelyz: 베이비소울, 유지애, 서지수, 이미주, Kei, JIN, 류수정, 정예인)가 게스트로 나선 가운데 2019년 2월 23일, 서울 마포구 합정동의 한 카페에서 생방송으로 진행되었다. 이날 러블리즈는 '원프레임 송' 코너에서 자신들의 히트곡인 ’찾아가세요'를 열창했다. '원프레임 송' 코너에서는 ’찾아가세요'를, '9분할 송' 코너에서는 'Rewind'를 선사했다.

### 3회 남태현 & 자이언트 핑크

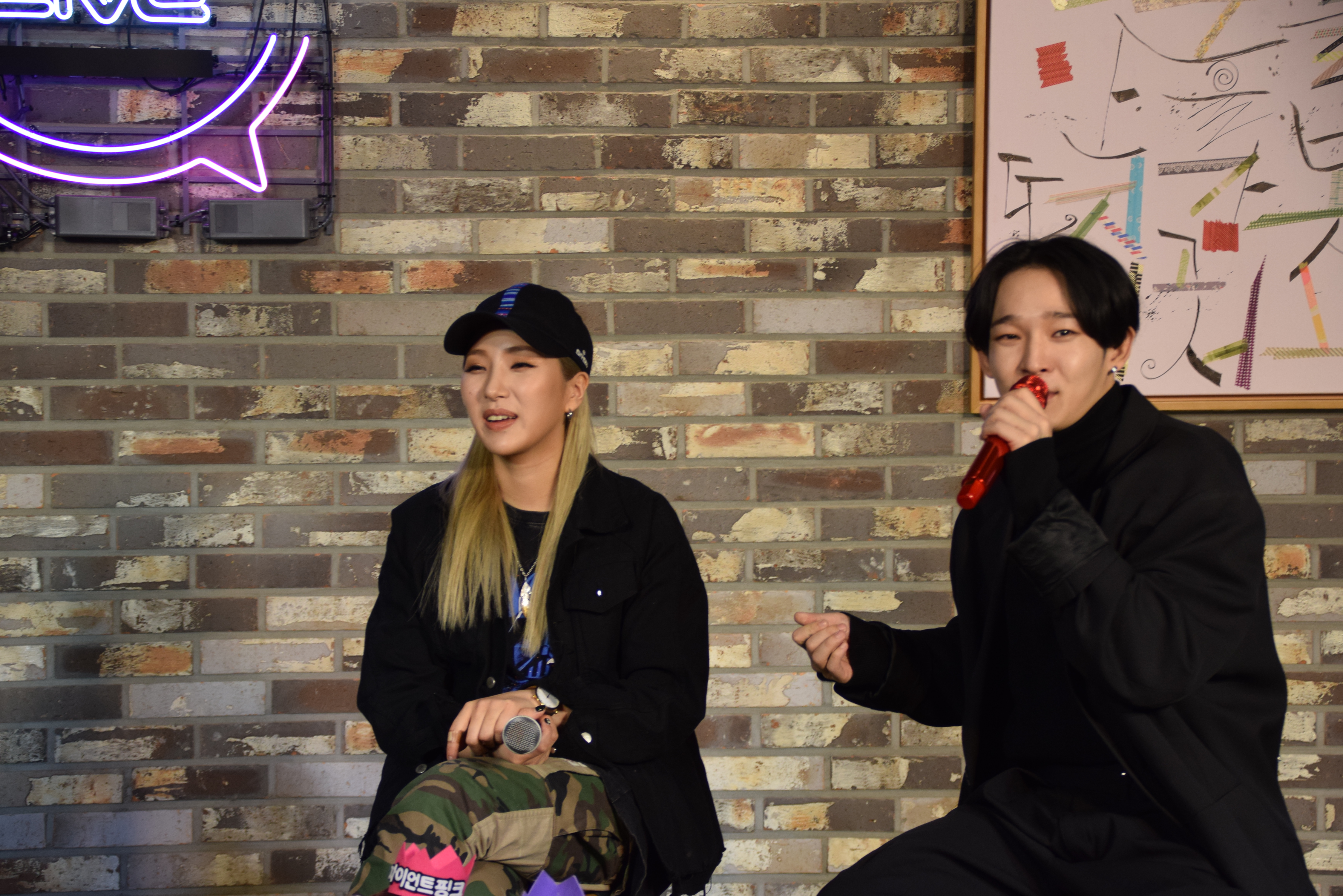
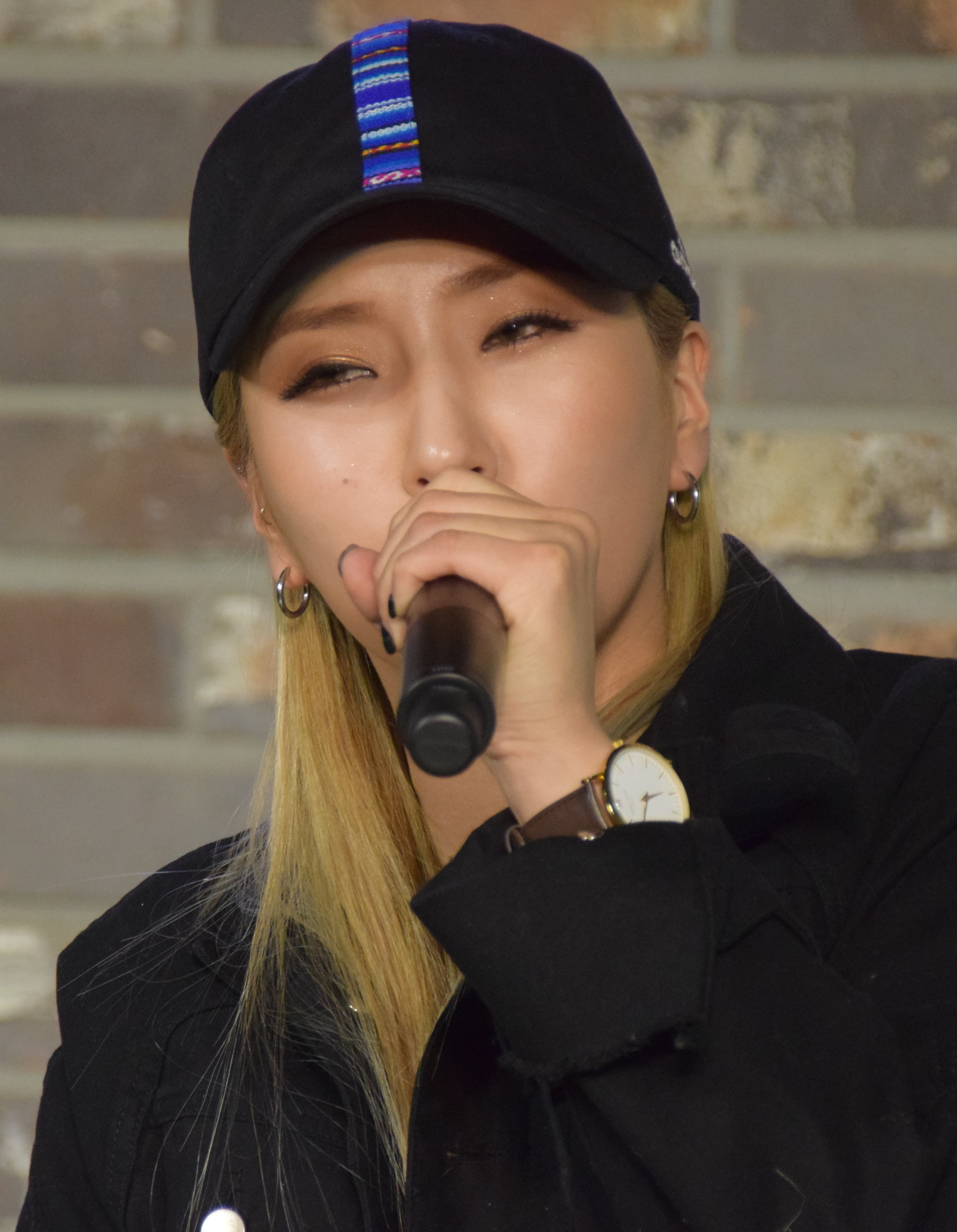
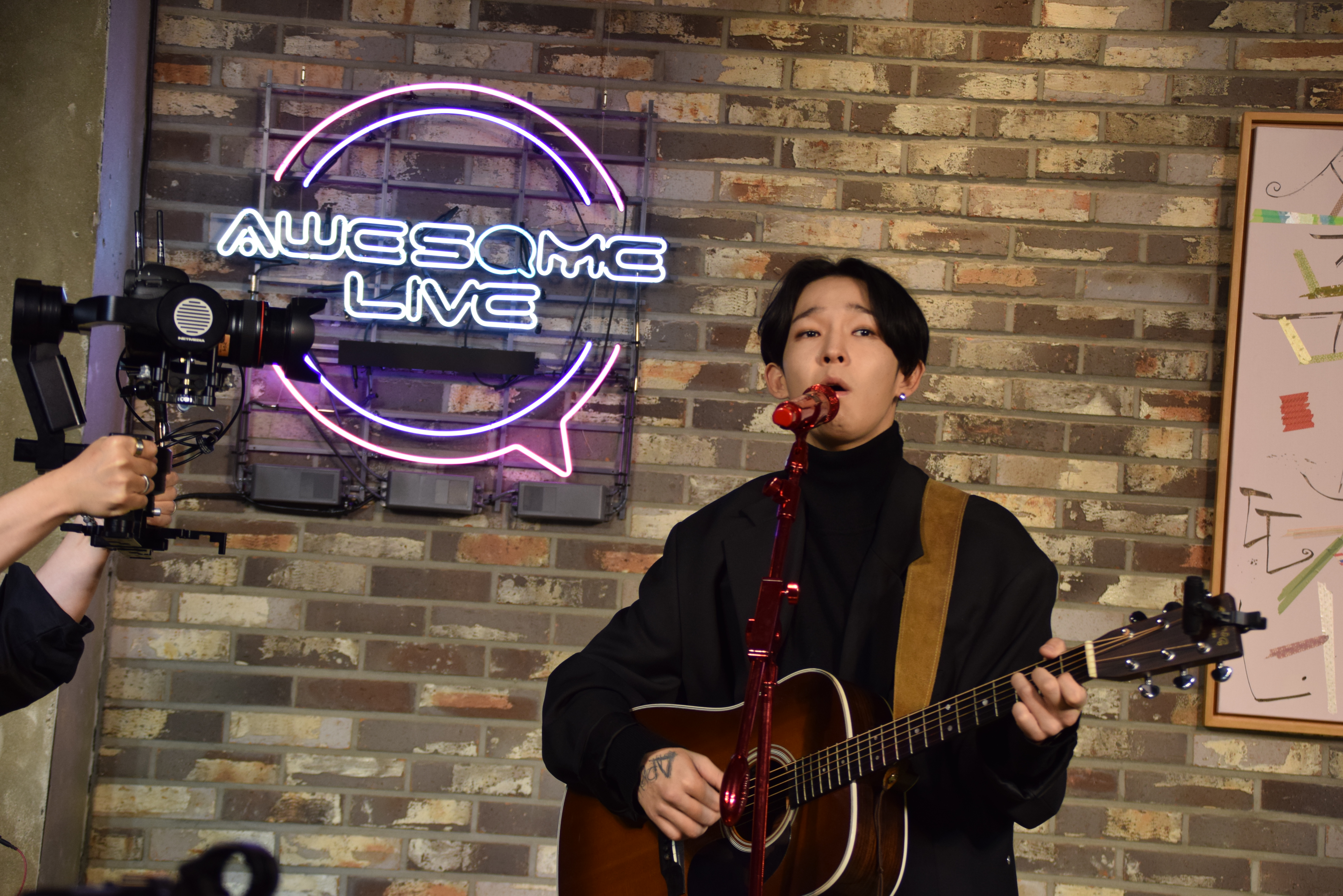

'어썸 라이브' 3회 방송은 밴드 사우스클럽의 남태현과 자이언트 핑크가 출연한 가운데 2019년 3월 2일, 서울 마포구 합정동의 한 카페에서 방송인 김태진의 사회로 생방송으로 진행되었다. '원프레임 송' 코너에서 자이언트 핑크는 'MIRROR MIRROR'를, 남태현은 'Hug Me'를 불렀고, '9분할송' 코너에서는 함께 'Yellow'를 선사했다. '픽업 라이브' 코너에서 남태현은 퀸의 ‘Somebody to love’를 불렀다.

## 4회 김동한, JBJ95(상균, 켄타), 노태현
'어썸 라이브' 4회 방송은 김동한, JBJ95(상균, 켄타), 노태현이 오랜만에 한자리에 모인 가운데 2019년 3월 9일, 서울 마포구 합정동의 한 카페에서 생방송으로 진행되었다. 이날 원 프레임송 코너에서 노태현은 ‘I wanna know.’를, JBJ95(상균 켄타)는 ‘꿈에서’를, 김동한은 ‘Good night kiss’를 선사했고, '9분할 송' 코너에서는 ‘벚꽃 엔딩’을 불렀다. 마지막 보너스 시간에는 걸그룹 노래에 맞춰 댄스 퍼포먼스를 보여주는 ‘배틀댄스’를 선보였다.

## 코너
- 원 프레임 송
- 9분할 송
- 어썸라이브
- PICK UP LIVE